# كيارومونتي
كيارومونتي (بالإيطالية: Chiaromonte)‏ هي بلدية في مقاطعة بوتنسا في إقليم بازيليكاتا الإيطالي.

## السكان
في سنة 1861 بلغ عدد السكان 3٬282 نسمة، وتطور العدد ليصل في سنة 2011 لـ 1٬954 نسمة.
يظهر هذا المخطط البياني تطور النمو السكاني لـ كيارومونتي